# Lothar Vogt
Lothar Helmut Vogt (* 17. Januar 1952 in Görlitz) ist ein deutscher Schach-Großmeister.

## Leben
Lothar Vogt wurde 1973 Internationaler Meister, 1976 Großmeister. Er errang 1968 den Juniorentitel der DDR und gehörte in den 1970er und 1980er Jahren zur DDR-Spitze, was er mit zwei Landesmeisterschaften (1977 und 1979) bewies.
Auch in vielen internationalen Turnieren hat Vogt sehr gut abgeschnitten: Warschau (1969, 1. Platz), Zinnowitz (1970, 1.–2.), Starý Smokovec (1972, 1. und 1979, 2.), Leipzig (1974, 1.–2.), Kecskemét (1977, 1.), Nałęczów (1979, 1.–3.) und Polanica-Zdrój (1982, 1.). Im Open Leukerbad 2002 war Vogt Sieger, wie auch 2006 in Lenk (vor Andreï Sokolov).
Vogt war Internatsleiter des Sportgymnasiums Leipzig.

## Nationalmannschaft
Mit der Nationalmannschaft der DDR nahm Vogt an den Schacholympiaden 1972 in Skopje und 1988 in Thessaloniki sowie der Mannschaftseuropameisterschaft 1970 in Kapfenberg teil, bei der die DDR den dritten Platz erreichte.

## Vereine
In der deutschen Schachbundesliga spielte Vogt von 1990 bis 2000 für die SG Porz, mit der er 1994, 1996, 1998, 1999 und 2000 deutscher Mannschaftsmeister wurde und auch am European Club Cup 1992 teilnahm. Danach spielte er von 2000 bis 2003 in der 2. Bundesliga und Oberliga für den SC Bann und von 2003 bis 2006 für den SC Leipzig-Gohlis, zunächst in der 2. Bundesliga, in der Saison 2005/06 in der 1. Bundesliga. Seit 2006 spielt Vogt für den Schachclub Eppingen. Gleichzeitig spielt Vogt in der Nationalliga A (NLA) der Schweizerischen Mannschaftsmeisterschaft für die Schachgesellschaft Zürich, mit der er 1999, 2002, 2003, 2005, 2008, 2009, 2010 und 2016 Schweizer Mannschaftsmeister wurde sowie 2006, 2011, 2012, 2014 und 2015 am European Club Cup teilnahm. In der österreichischen Bundesliga (bis 2003 Staatsliga) spielte er von 1998 bis 2004 für den SV NÖ Melk-Wachau (bis 1999 SK Loosdorf) und in der Saison 2004/05 für den ESV Austria Graz.

## Werke
- Gute Läufer – schlechte Läufer, (mit Wolfgang Uhlmann, 1988)
- Königsindisch Pro und Contra, (mit Rainer Knaak, 1992)